# Phebellia flavescens
Phebellia flavescens är en tvåvingeart som beskrevs av Hiroshi Shima 1981. Phebellia flavescens ingår i släktet Phebellia och familjen parasitflugor. Inga underarter finns listade i Catalogue of Life.